# Петър Хелчицки
Петър Хелчицки (на чешки: Peter Chelčicky, ок. 1390 – ок. 1460) е най-значителният представител на чешкия духовен живот от края на Хуситските войни, поддръжник на първохристиянските общности, проповедник на ненасилието, идеолог на Чешките братя.

## Живот
Роден е в родовото имение край град Хелчиц през 1390 г. Хелчицки е виден деятел на хуситското движение. През 1420 г. се оттегля в Хелчиц, където написва редица религиозно-нравствени съчинения. По негова идея през 1457 г. е основана религиозната общност Братско единение (Unitas fratrum) в Кунвалд, дало началото на известните Чешки братя.

## Убеждения
Хелчицки се застъпва за създаването на комуни, основани на равенство и задължителен труд на всичките ѝ членове, обявява се против църковната йерархия, богатството и политическата власт на католическата църква (за идеална църква счита общност на вярващите начело с изборен свещеник).
Хелчицки изразява недоволство и от тези радикални слоеве на хуситското движение, които не са удовлетворени от компромисната политика на утраквистите, поддържащи крал Иржи от Подебрад.